# Morphopus phyllocerus
Morphopus phyllocerus är en insektsart som först beskrevs av Bolívar, I. 1887.  Morphopus phyllocerus ingår i släktet Morphopus och familjen torngräshoppor. Inga underarter finns listade i Catalogue of Life.